# Celebrate the Day
«Celebrate the Day» —versión en inglés de la canción en alemán «Zeit, dass sich was dreht»— es una canción del cantante alemán Herbert Grönemeyer con la colaboración de la pareja maliense Amadou Bagayoko y Mariam Doumbia. Fue escogida como el himno oficial para la Copa Mundial de la FIFA celebrada en 2006 en Alemania. 

## Composición y publicación
«Celebrate the Day» fue compuesta originalmente por Grönemeyer en alemán con el título de «Zeit, dass sich was dreht» (en español, «Hora de que algo cambie»). Bagayoko y Doumbia le añadieron además dos estrofas en diferente idioma a la letra, una en francés y otra en un idioma local maliense, el bambara. Tanto la versión alemana de la canción como la correspondiente interpretada en inglés fueron producidas por Herbert Grönemeyer y su productor habitual Alex Silva. 
«Celebrate the Day» apareció en Voices from the FIFA World Cup, el álbum oficial de la FIFA publicado con ocasión de la XVIII Copa Mundial de Fútbol celebrado en Alemania en 2006. En él se incluyó solamente la versión inglesa de la canción. La versión titulada como «Zeit, dass sich was dreht» se añadió únicamente en la edición alemana del álbum. Ambas versiones aparecieron publicadas en un mismo disco sencillo en Europa bajo el sello Columbia el 19 de mayo de 2006. En él se incluía una remezcla de «Zeit, dass sich was dreht» hecha por el disc-jockey alemán Timo Maas.
La compañía discográfica contractual de Grönemeyer, EMI, volvería a editar el sencillo el 30 de marzo de 2007, esta vez solo para el mercado alemán bajo el propio sello del músico, Grönland. Para la reedición, se sustituyó la remezcla de «Zeit, dass sich was dreht» hecha por Timo Maas por una realizada por el disc-jockey alemán Kurd Maverick.

## Vídeo musical
El vídeo musical se estrenó en Alemania y se compuso de una serie de imágenes al son de la canción «Zeit, dass sich was dreht». Las imágenes consistieron en varios instantes de un ensayo de partido de fútbol entre jugadores juveniles, entrelazadas con una recopilación de diversos momentos históricos de partidos celebrados en pasados Mundiales. 

## Sencillo
- Disco compacto (Europa) - 19 de mayo de 2006

Canción compuesta por Herbert Grönemeyer. Letra de Amadou Bagayoko, Mariam Doumbia, Herbert Grönemeyer y Alex Silva en la versión inglesa.
| N.º | Título                                                 | Duración |  |
| 1.  | «Zeit, dass sich was dreht» (Deutsche Version)         | 5:04     |  |
| 2.  | «Celebrate the Day» (Englische Version)                | 5:04     |  |
| 3.  | «Zeit, dass sich was dreht» (Timo Maas Remix)          | 9:10     |  |
| 4.  | «Zeit, dass sich was dreht» (Video - Deutsche Version) | 4:40     |  |

- Disco compacto (reedición alemana) - 30 de marzo de 2007

|     |                                                        |          |  |  |  |  |  |  |  |  |
| N.º | Título                                                 | Duración |  |  |  |  |  |  |  |  |
| 1.  | «Zeit, dass sich was dreht» (Deutsche Version)         | 5:04     |  |  |  |  |  |  |  |  |
| 2.  | «Celebrate the Day» (Englische Version)                | 5:04     |  |  |  |  |  |  |  |  |
| 3.  | «Zeit, dass sich was dreht» (Kurd Maverick Rework)     | 7:15     |  |  |  |  |  |  |  |  |
| 4.  | «Zeit, dass sich was dreht» (Video - Deutsche Version) | 4:40     |  |  |  |  |  |  |  |  |

## Créditos
- Herbert Grönemeyer: voz, composición musical, letra, piano, producción
- Amadou Bagayoko: voz, letra, guitarra líder
- Mariam Doumbia: voz, letra
- Alex Silva: letra (versión inglesa), ingenierización, programación, producción
- Gary Thomas, Laurent Jaïs: ingenierización
- Michael Ilbert: mezclas
- Antoine Halet, Gordon Davidson, Mo Häusler: asistencia en mezclas
- Laurent Griffon, Sam Geangi: bajo
- Yves Abadi: batería
- Phil Dawsons: guitarra
- Igor Nikitinski: teclados
- Boubacar Dembele, Francis Forster, Frank Ricotti, Paul Clarvis: percusión
- Crouch End Festival Choir, Finchley Children's Music Group, London Community Gospel Choir: coro
- David Temple: conducción del coro
- Nick Ingram: conducción de cuerdas, arreglo de cuerdas y coro

Fuente: